# Варламово (Вологодский район)
Варламово — деревня в Вологодском районе Вологодской области. 
Входит в состав Майского сельского поселения (с 1 января 2006 года по 8 апреля 2009 года входила в Рабоче-Крестьянское сельское поселение), с точки зрения административно-территориального деления — в Рабоче-Крестьянский сельсовет.

## Расположение
Расположена на правом берегу реки Вологда. Через ручей на северо-западе располагается СНТ «Варламово».
Расстояние по автодороге до районного центра Вологды — 12 км, до центра муниципального образования Майского — 2,4 км. Ближайшие населённые пункты — Сулинское, Дмитриево, Кувшиново, Ивлево, Подберевское, Панькино, Марьинское, Нагорское, Поповка, Терентьевское.

## Население
| 2002 | 2010 |
| ---- | ---- |
| 10   | ↗24  |

По переписи 2002 года население — 10 человек.